# Salón de Gasparini del Palacio Real de Madrid

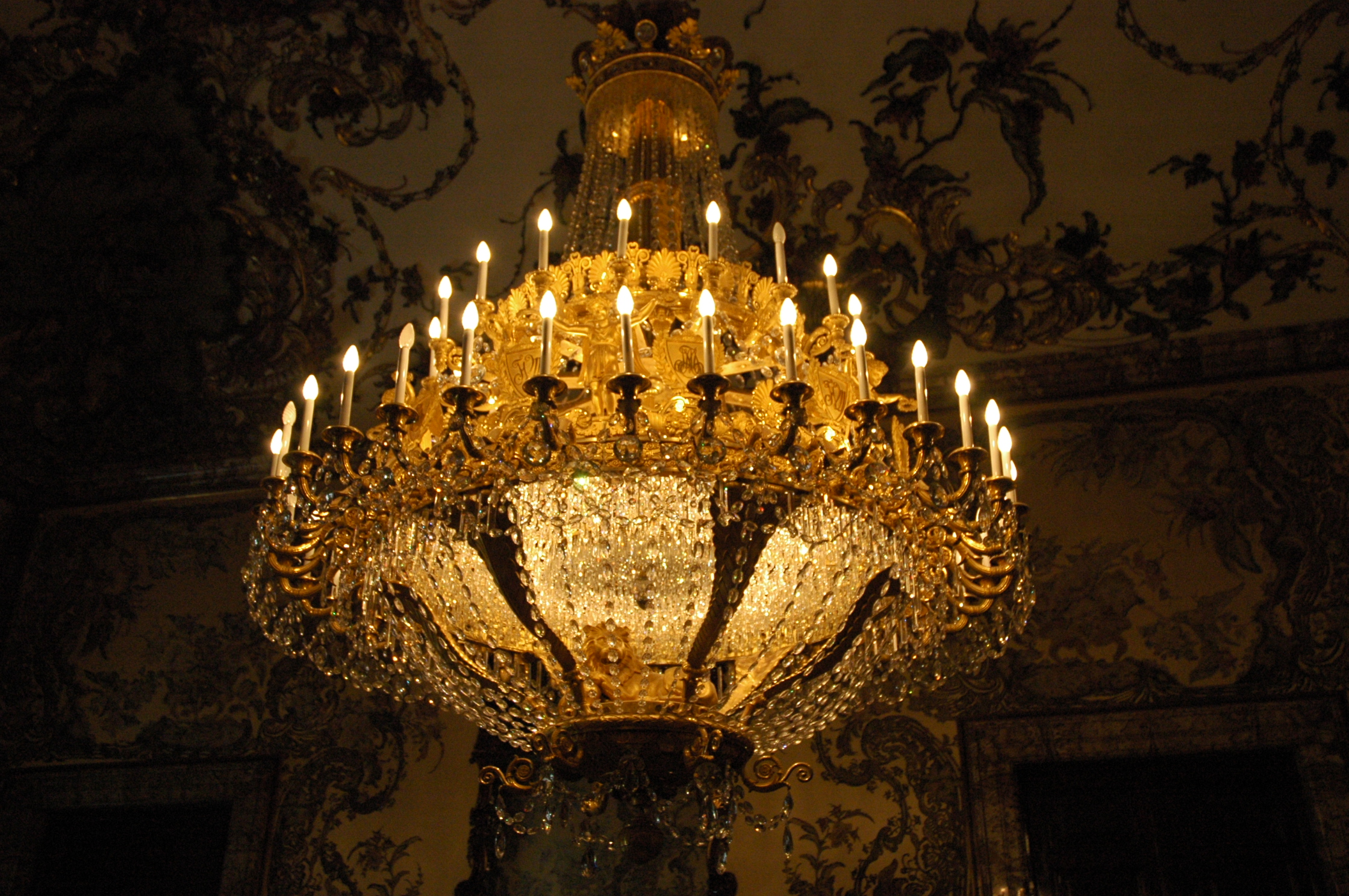
Lámpara de candelabros en el Salón de Gasparini.

El salón de Gasparini del Palacio Real de Madrid fue realizado durante el reinado de Carlos III y está considerado uno de los más hermosos salones del palacio. Ha llegado hasta nuestros días prácticamente sin ningún retoque. Por diferentes motivos se tardaron alrededor de 50 años en la conclusión del programa decorativo.
Era el lugar donde el rey se vestía en presencia de la corte, según la costumbre de la época. Su decoración, realizada por Matías Gasparini, presenta grandes originalidades del tipo chinoiserie en estilo rococó. Cabe destacar el reloj situado sobre la chimenea, obra del relojero suizo Pierre Jacquet Droz, con autómatas vestidos a la moda del siglo XVIII que bailan cuando, al dar las horas, un pastor sentado toca la flauta. En la esfera del reloj puede leerse: «'Eduardo León Rojas».
Gasparini, como pintor de Cámara de Carlos III, diseñó todos y cada uno de los elementos de este salón: el suelo de mármoles, la bóveda de estuco, la colgadura bordada en seda e hilos de oro y plata y los muebles de maderas preciosas y bronce. En fecha reciente, la seda de las paredes hubo de sustituirse por su mal estado, si bien sus bordados se cosieron laboriosamente sobre el nuevo tejido.
De la época de Carlos IV son las consolas del taller real y los candelabros franceses en porcelana y bronce.